# Districte de Harar
Harar fou un govern, districte o província de l'Àfrica Oriental Italiana creada el 1936 i que va existir fins al 1941. Es dividia en les comissaries d'Arussi, Cercer (Chercher), Dire Daua (Dire Sawa), Ghimir (Gimir), Giggiga (Jijiga), Goba, Harar i Adama. L'Àfrica Oriental Italiana es va formar el 15 de gener de 1935 per la unió de les colònies d'Eritrea i Somàlia Italiana. El 3 d'octubre de 1935 els italians van envair Abissínia (Etiòpia) que fou formalment annexionada pel Regne d'Itàlia el 9 de maig de 1936 quedant incorporada a l'Àfrica Oriental Italiana; l'1 de juny següent es va establir una nova divisió interna per la qual es van crear sis districtes o províncies: Eritrea (a la que es va agregar la regió etiòpica de la província de Tigre), Somàlia Italiana (a la que es va agregar la regió etiòpica de l'Ogaden), Galla-Sidama (país dels oromos i sud d'Etiòpia), Harar (nord-est d'Etiòpia), Amhara (nord-oest) i Addis Abeba (centre). El districte de Harar va caure en mans dels britànics l'abril de 1941.

## Governadors
- Guglielmo Nasi (1879-1971) governa de l'1 de juny de 1936 al 5 de maig de 1939
- Enrico Cerulli (1898 - 1988) governa del 5 de maig del 1939 a l'11 de juny de 1940
- Guglielmo Nasi (segona vegada, interí) governa de l'11 de juny de 1940 al 4 de febrer de 1941
- Mario Pompeo Gorini (interí), governa del 4 de febrer de 1941 al 9 de març de 1941
- Carlo De Simone (1885-1951), governa del 10 de març de 1941 al 24 d'abril de 1941